# NGC 5178
NGC 5178 је лентикуларна галаксија у сазвежђу Девица која се налази на NGC листи објеката дубоког неба.
Деклинација објекта је + 11° 37' 30" а ректасцензија 13h 29m 29,3s. Привидна величина (магнитуда) објекта NGC 5178 износи 14,0 а фотографска магнитуда 14,9. NGC 5178 је још познат и под ознакама UGC 8478, MCG 2-34-22, CGCG 72-93, PGC 47358.